# ロスラヴリ
座標: 北緯53度57分10秒 東経32度51分50秒 / 北緯53.95278度 東経32.86389度

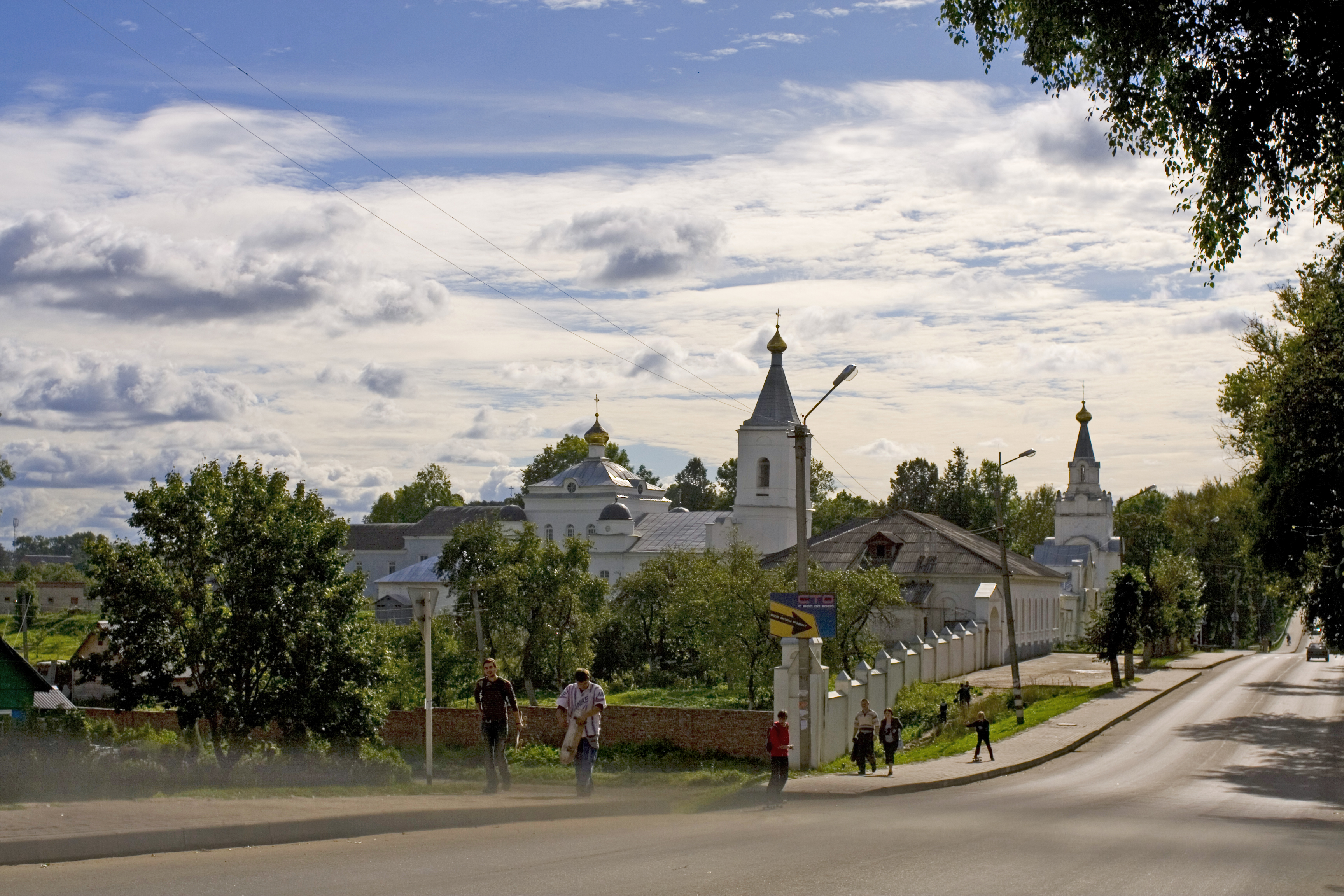

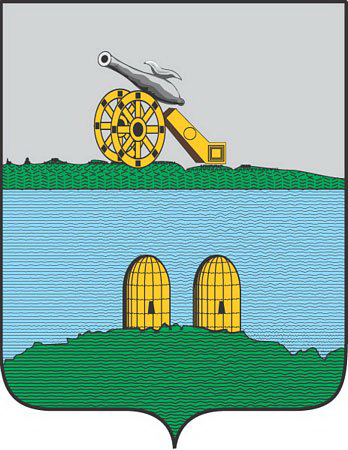
ロスラヴリの紋章

ロスラヴリ（ロシア語: Рославль, Roslavl）は、ロシアのスモレンスク州にある都市。人口は4万5416人（2021年）。ベラルーシ国境に近い。州都スモレンスクから南へ123キロメートル。最寄の町であるデスノゴルスクからは西へ35キロメートル。スモレンスク＝ポチノク＝ロスラヴリ＝ブリャンスク＝オリョールを結ぶ鉄道や道路と、モスクワ＝オブニンスク＝ユーフノフ＝ロスラヴリ＝バブルイスク（ベラルーシ）を結ぶ道路や鉄道が交差する市場町である。ドニエプル川の支流オスチョル川の東岸に建っている。

## 歴史
ロスラヴリは1137年にスモレンスク公国のロスティスラフ・ムスティスラヴィチ公により建設された。ロスラヴリ（元の形はロスティスラヴリ）という地名も彼の名からきている。ロスラヴリは1408年にリトアニア大公国の領土となった。フメリニツキーの反乱をきっかけにして起こったロシア・ポーランド戦争ではロスラヴリも戦場となり、アレクセイ・トルベツコイ公によって1654年に占領された。結果1667年のアンドルソヴォの和約によりロシアの領土となった。
第二次世界大戦（独ソ戦）では、1941年のスモレンスクの戦いでドイツ軍に占領された、1943年まではドイツ軍の重要な拠点であったが、第二次スモレンスクの戦いにより赤軍に解放された。
ロスラヴリ出身者には彫刻家のミハイル・ミケシンや同じく彫刻家のセルゲイ・コネンコフ（Sergey Konenkov）らがいる。